# نيك فالنسي
نيك فانسي (مولود نيكولاس فالنسي)ولد في 16 يناير 1981 , هو موسيقي أمريكي. والجيتاريست الرئيسي لفرقة الروك الأمريكية ذا ستروكس.

## نشأته
ولد فالنسي في مدينة نيو يورك من اسرة يهودية. لاب تونسي الاصل وام فرنسية الاصل. لديه اخت كبرى واخت صغرى. قال فالنسي: عندما كنت صغيراكنت اظن انه بأمكاني عزف أي أغنية يمكن ان تسميها، حتى قابلت جوليان كازابلانكاس منذ ذلك الحين وانا افهم مامعنى الموسيقى.

## الحياة الشخصية
في 2006 تزوج نيك اماندا دي كاندنت. فالنسي وصف زوجته: انها اروع إنسانة قابلتها في حياتي." نيك لديه طفلان توأم سيلفان وايلا ولدو في 19 اوكتوبر 2006

## روابط خارجية
- نيك فالنسي على موقع IMDb (الإنجليزية)
- نيك فالنسي على موقع الموسوعة البريطانية (الإنجليزية)
- نيك فالنسي على موقع ميوزك برينز (الإنجليزية)
- نيك فالنسي على موقع إن إن دي بي (الإنجليزية)
- نيك فالنسي على موقع أول ميوزيك (الإنجليزية)
- نيك فالنسي على موقع ديسكوغز (الإنجليزية)